# Lepidium ferganense
Lepidium ferganense är en korsblommig växtart som beskrevs av Sergei Ivanovitsch Korshinsky. Lepidium ferganense ingår i släktet krassingar, och familjen korsblommiga växter. Inga underarter finns listade i Catalogue of Life.